# Nguyễn Tiến Lực
Nguyễn Tiến Lực là một Trung tướng Công an nhân dân Việt Nam. Ông hiện giữ chức vụ Phó Tổng cục trưởng Tổng cục Cảnh sát, Bộ Công an (Việt Nam).

## Sự nghiệp
Năm 2006, ông là Đại tá, Cục trưởng Cảnh sát điều tra tội phạm về trật tự quản lý kinh tế và chức vụ (C15, Bộ Công an).
Ngày 4/6/2008, Thủ tướng Chính phủ ban hành Quyết định thăng cấp bậc hàm cho ông từ Đại tá lên Thiếu tướng, lúc này ông đang giữ chức Cục trưởng ở Bộ Công an Việt Nam.
Năm 2008, 2009, ông là Thiếu tướng, Cục trưởng C15 Bộ Công an.
Năm 2010, 2011, 2012, 2013, ông mang quân hàm Thiếu tướng, giữ chức vụ Phó tổng cục trưởng Tổng cục Cảnh sát phòng chống tội phạm, Bộ Công an.
Năm 2014, 2015, ông mang quân hàm Trung tướng, giữ chức vụ Phó Tổng cục trưởng Tổng cục Cảnh sát.

## Phong tặng
- Thiếu tướng Công an nhân dân Việt Nam (2008)
- Trung tướng Công an nhân dân Việt Nam

### Huân huy chương
- Huân chương Quân công hạng Ba (Chủ tịch nước Trương Tấn Sang trao ngày 21/9/2015)[10]